# Rechtsstaat
Een rechtsstaat is een staat waarin de grondslag van statelijk gezag in algemeen geldende rechtsregels wordt gelegd en waarin de uitoefening van dit gezag in al zijn verschijningsvormen onder de heerschappij van deze regels en de rechtspraak wordt geplaatst. De rechtsstaatgedachte is in Europa ontwikkeld als tegenhanger van een eeuwenlang bestaande praktijk met absolute vorsten, zoals Karel de Grote, Abd al-Rahman III en Lodewijk XIV. Vanuit de rechtsstaatgedachte is willekeur te voorkomen en zijn rechtszekerheid en rechtsgelijkheid te bevorderen.
In een rechtsstaat worden burgers tegen de macht van de staat beschermd door wetten. Alleen onafhankelijke rechters kunnen bij een conflict tussen burgers onderling, of tussen burger(s) en een overheidsorgaan, oordelen en zij worden geacht de wet- en regelgeving te volgen. Een rechter kan bij overtredingen een ander besluit in de plaats van het aangevochten besluit stellen of sancties opleggen, die wettelijk geregeld zijn. Als de rechters in een staat niet onafhankelijk zijn, mag die staat geen rechtsstaat genoemd worden.
Essentieel is dat niet alleen de burger, maar ook de overheid zelf gebonden is aan de eigen wetten. In het oude Rome werd dit beginsel in het Latijn samengevat als: patere legem quam ipse fecisti (onderwerpt u aan de wet die u hebt gemaakt).
Vaak worden de begrippen democratie en rechtsstaat door elkaar gebruikt, maar een democratie hoeft niet per se een rechtsstaat te zijn, en een rechtsstaat is niet per definitie een democratie. Nog vaker wordt de rechtsstaat verward met de rechtsorde. Die laatste term beschrijft het geheel van door het recht beheerste regels in een gemeenschap. Daarmee is niets gezegd over de inhoud van dat recht; ieder land heeft een rechtsorde, van welke aard dan ook. Ook een dictatuur (het tegendeel van een democratie) en een politiestaat (het tegendeel van een rechtsstaat) hebben een rechtsorde.

## Elementen van rechtsstatelijkheid
Een rechtsstaat is een staat waarin de overheidsmacht aan banden wordt gelegd door het recht (zoals het woord zelf reeds aanduidt). En recht is meer dan een systeem van wetten. Als een overheid of een functionaris daarvan zijn macht misbruikt, is per definitie geen sprake van een rechtsstaat, maar van een gebrek daaraan. In een rechtsstaat heerst evenwicht tussen een teveel en een tekort aan regels en kunnen wetten de inhoudelijke toets der kritiek doorstaan.
Vanwege bovenstaande, wordt tegenwoordig vaak gesproken over rechtsstatelijkheid in plaats van over De Rechtsstaat. Volgens sommige staatsrechtsgeleerden is het nuttig om rechtsstatelijkheid te beschouwen als een deugd voor organisaties, als een positieve karaktertrek derhalve. Integriteit kan worden gezien als een component van rechtsstatelijkheid.

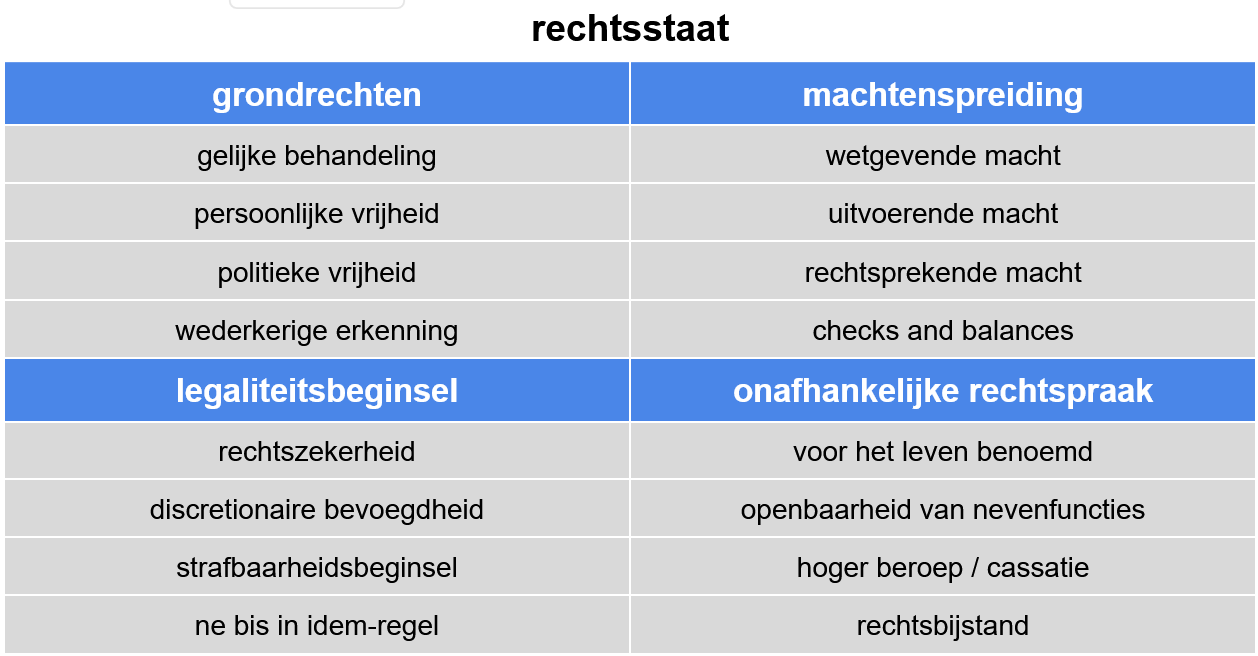
Grondrechten, machtenspreiding, legaliteitsbeginsel en onafhankelijke rechtspraak in de Nederlandse rechtsstaat.

Als belangrijke elementen van rechtsstatelijkheid worden beschouwd:
- Constitutie en legaliteitsbeginsel
- De voorafgaande rechtsregel
- Scheiding der machten, trias politica
- Onafhankelijke rechtspraak
- Grondrechten

### Constitutie
De constitutie vormt het belangrijkste element van een rechtsstaat, hoewel het bestaan van een constitutie de rechtsstaat niet garandeert. Deze attribueert en reguleert de bevoegdheden van de verschillende overheden.
- De constitutie kan geschreven of ongeschreven zijn. Geschreven deel = grondwet. Vergelijkbaar is de terminologie materiële/formele constitutie.
- De grondwet kan flexibel of rigide zijn, met verzwaarde of gewone wijzigingsprocedure. Zie 137 Gw. Nederland kent een rigide grondwet: wijzigingen vereisen een ruime meerderheid.

#### Voorbeelden
De Nederlandse constitutie
- Statuut voor het Koninkrijk der Nederlanden
- Nederlandse Grondwet
  - zekere daarop gebaseerde, internationaal rechterlijke bepalingen. Zie 93/94 Gw.
  - daarop gebaseerde organieke wetten (door Grondwet voorgeschreven wet met betrekking tot de staatsinrichting), bv. Kieswet, Provinciewet, Gemeentewet
  - Staatsrechtelijk gewoonterecht oftewel ongeschreven constitutioneel recht. Belangrijkste voorbeeld is de vertrouwensregel; een ander voorbeeld van gewoonterecht is de homogeniteitsregel, volgens welke de ministerraad met één mond spreekt (vergelijk 45 lid 3 Grondwet).

De Belgische constitutie
- Belgische Grondwet

#### Bijzonderheden van het staatsrechtelijk gewoonterecht
Gewoonlijk worden aan het gewoonterecht de eisen gesteld van gangbare praktijk (usus) en een door velen gedeelde rechtsopvatting (opinio juris). Het bijzondere van staatsrechtelijk gewoonterecht is dat beide vereisten niet zo sterk gelden. Wat betreft de gangbaarheidseis: ook op basis van één gebeurtenis kan er al staatsrechtelijk gewoonterecht ontstaan. Wat betreft de eis van gedeelde rechtsopvattingen: staatsrechtelijk gewoonterecht is in zekere zin autonoom: degenen voor wie het geldt, bepalen zelf de inhoud en status hiervan. Natuurlijk is voor parlementair gewoonterecht wel een kamermeerderheid nodig. De vertrouwensregel zou niet werken wanneer deze niet op gedeelde meningen zou berusten.
Nu staatsrechtelijk gewoonterecht autonoom is, kunnen degenen voor wie het geldt ook bepalen dat een bepaalde gewoonte geen normatief appel uitoefent (het moeten navolgen), maar dat er slechts sprake is van staatkundige gewoonte of conventie (zoals Prinsjesdag). In bepaalde gevallen is niet duidelijk of er sprake is van een stelregel of een spelregel. Zijn bijvoorbeeld de ongeschreven conventies rond de kabinetsformatie gewoonterecht of enkel een conventie?

### Legaliteitsbeginsel
Het legaliteitsbeginsel betekent dat ieder overheidsoptreden berust op algemene, voor herhaalde toepassing vatbare rechtsregels, vastgesteld krachtens attributie of delegatie. Wetgevende, rechtsprekende en uitvoerende instanties zijn zelf ook gebonden door de wet. De binding van de rechtsprekende macht aan de wet blijkt ook uit de zogenaamde onschuldpresumptie: mensen moeten voor onschuldig gehouden worden tot het tegendeel is bewezen. Ze mogen niet opgesloten of anderszins gestraft worden als niet bewezen kan worden dat zij een wet hebben overtreden.

### Voorafgaande rechtsregel
De voorafgaande rechtsregel houdt in dat nieuwe wetten niet met terugwerkende kracht mogen worden toepast: je kunt niet achteraf veroordeeld worden voor een actie die nog niet verboden was op het moment dat deze plaatsvond. Weliswaar geldt dit nulla poena-beginsel in principe vooral voor het strafrecht, toch wordt deze eis in het algemeen aan alle voor de burger ingrijpende bepalingen gesteld.

### Scheiding der machten
Scheiding der machten is een wezenlijk element van de rechtsstaat. Verschillende ambten met eigen bevoegdheden controleren elkaar. Door deze aan de Engelse staatsleer ontleende term checks and balances, wordt voorkomen dat een bepaald overheidsapparaat zijn macht zou misbruiken. Hiervoor is van belang dat de regelsteller en de uitvoerder van een regel niet in één ambt verenigd mogen zijn. Anders kunnen overheidsdienaren te gemakkelijk zelfontworpen regels botvieren op de burger. Een systeem volgens de trias politica van Montesquieu kan de scheiding der machten veiligstellen, maar ook andere vormen van machtenscheiding (parlementair stelsel, verticale machtenscheiding) kunnen de rechtsstatelijkheid bevorderen.
In de constitutie van de Verenigde Staten is deze gedachte ontwikkeld tot een systeem van machtsevenwicht (checks and balances). Dat Nederland de machtenscheiding zoals Montesquieu die beschrijft, niet strikt heeft toegepast blijkt onder andere uit de procedure van formele wetgeving. Een formele wet komt niet alleen tot stand door het parlement, ook de instemming van de uitvoerende macht is hiervoor vereist (zie artikel 81 Grondwet). Anderzijds heeft de regering als uitvoerende macht een zelfstandige bevoegdheid tot materiële wet- en regelgeving met behulp van Algemene Maatregelen van Bestuur (zie artikel 89 Grondwet).

### Onafhankelijke rechtspraak
Onafhankelijke rechtspraak en de daaruit voortvloeiende rechtsbescherming tegen de overheid is een essentieel element van rechtsstatelijkheid.

### Grondrechten
Grondrechten zijn een belangrijk element van rechtsstatelijkheid. In eerste instantie gaat het hierbij om klassieke grondrechten. Dit zijn immers afweerrechten die onderdanen beschermen tegen de overheid:
- (Nederlandse) Grondwet artikel 1 t/m 17,
- EVRM Het Europees Verdrag tot bescherming van de rechten van de mens en de fundamentele vrijheden
- IVBPR Het internationaal verdrag inzake burgerrechten en politieke rechten

Zij waarborgen jegens de burger een staatsvrije sfeer.
Kenmerken:
De kenmerken van deze regels zijn:
- overheidsonthouding
- rechtens afdwingbaar.

In de twintigste eeuw is men sociale grondrechten ook tot de rechtsstaatidee gaan rekenen. Strikt genomen passen zij daar niet bij, omdat zij de macht van de overheid juist uitbreiden.
Kenmerken:
- overheidsingrijpen
- rechtens niet afdwingbaar.

Het gaat om instructienormen voor de overheid. Art 18 t/m 23 (Nederlandse) Gw, ESH, IVESCR
Een aantal grondrechten is vastgelegd in het Europees Verdrag voor de Rechten van de Mens en Fundamentele Vrijheden (EVRM). Weergegeven rechten en wetten zijn echter nooit een uitputtende beschrijving van het begrip rechtsstaat, dit is immers volgens Witteveen een wezenlijk betwist begrip.

### Democratie en rechtsstaat
In de huidige opvatting wordt democratie vaak beschouwd als een onmisbaar element van rechtsstatelijkheid. Toch behoort de democratie historisch en logisch gezien niet noodzakelijkerwijs tot de rechtsstaatsidee.
Theoretisch kan men zich dan ook een rechtsstaat voorstellen waarbij de overheid zich aan voorafgaande regels gebonden heeft, grondrechten van burgers respecteert en ambten kent die elkaar controleren, zonder dat de overheid democratisch gekozen is en zonder dat de regels democratisch zijn vastgesteld.
Zo is ook theoretisch een democratie mogelijk die geen rechtsstaat vormt, wanneer elk geschil bijvoorbeeld via televoting wordt beslecht, los van bestaande regels.
Hoe kan men dan toch de democratie in de klassieke rechtsstaatidee toepassen?
Men zou kunnen zeggen dat democratie burgers de mogelijkheid geeft om elementen van de overheidsmacht te beïnvloeden en te corrigeren.
In die zin kan het bijdragen aan de checks and balances. Dit hoeft overigens niet: democratie kan meningen en keuzes toestaan die neigen naar absolutisme en totalitarisme. Dan keert een democratie zich tegen de beperking van machtsuitoefening door de overheid zoals de rechtsstaat die beoogt.
De rechtsstaat beschermt bovendien de rechten van minderheden en indien nodig soms dus tegenover een democratische meerderheid.
Democratie kan dus een vriend, maar ook een vijand zijn van de rechtsstaat.
Anders gesteld kan de rechtsstaat gezien worden als een correctie op de uitwassen van een te rigoureuze democratie.